# Fritz Gugelmeier
Fritz Gugelmeier (* 9. März 1901 in Auggen, Baden-Württemberg; † 9. März 1978 ebenda) war ein markgräfler Bauer, Winzer und Heimatdichter.

## Leben und Wirken
Fritz Gugelmeier war als Bauer und Winzer tätig. Er war mit seiner Frau Luise 51 Jahre lang verheiratet. Gemeinsam hatten sie 6 Kinder. Friedrich (†), Rosemarie (†), Gretle (†), Christel, Hansjörg und Johanna (†).
Im Alter von 76 Jahren legte Fritz Gugelmeier im November 1977 eine Sammlung seiner alemannischen Gedichte vor. Der Gedichtband „Bröckeli“ beinhaltet eine einzigartige, gedruckte Sammlung mit rund 100 Gedichten aus dem Fundus von über 300 Werken. Fritz Gugelmeier verstarb nur wenige Monate später, am 9. März 1978 an seinem 77. Geburtstag und konnte so nie erfahren, wie seine „Bröckeli“ bei den Lesern ankamen.
Zur Deutung des Wortes „Bröckeli“ gebrauchte er ein Bild aus seiner Kinderzeit, in der einst die Mutter beim Kaffeetrinken ihren Buben und Maidili kleine Brotstücke, eben Bröckeli, in die Schüsseln geschnitten hat. Und auch später, so meinte er, „mer isch alt und älter worde/Bröckeli hets allno ge“. Was er in seinem Heimatdorf an sich selbst, in der Dorfgemeinschaft und im Markgräflerland erlebt hat, schildert er in seinen Versen. Auf einem Bauernhof in dem Weinort Auggen unter drei Geschwistern aufgewachsen, musste er von klein auf in der Landwirtschaft und im Rebbau anfangen. Um vier oder fünf Uhr begann das Tagwerk. So ist es verständlich, wenn viele seiner Gedichte aus dem bäuerlichen Bereich kommen. Die meisten Gedichte sind morgens im Stall geworden: „Bei den Kühen war die beste Zeit.“ Zur Niederschrift benutzte er Zettel und Zettelchen der verschiedensten Art, die Rückseite von Kalenderblättern, Drucksachen, wie er sie gerade „im Sack“ hatte.
Anlässlich seines 100. Geburtstags am 9. März 2001, veranstaltete die Gemeinde Auggen eine Gedenkfeier, zu der das Buch „Brot un Wi“ publiziert wurde. Darin enthalten waren auch bisher unveröffentlichte Gedichte und Verse aus den zwanziger Jahren, auch auf Hochdeutsch.
Nach ihm ist die Fritz-Gugelmeier-Straße in Auggen benannt.

## Schriften
- Bröckeli – alemannische Gedichte. Gemeindeverwaltung Auggen, Auggen 1977.